# 龙江桥
25°41′39″N 119°27′10″E / 25.69417°N 119.45278°E
龙江桥位于中国福建省福州市福清市海口镇，跨越龙江，俗称“海口桥”，1961年被列为福建省文物保护单位。
桥梁建于北宋政和三年（1113年）至宣和六年（1124年），由太平寺僧惠国、守思等募缘兴建，初名“螺江桥”，后改“永平桥”，南宋绍兴三十七年（1160年）改称“龙江桥”。后世多次重修。龙江桥为平梁石桥，东北-西南走向，长476米，宽4.6米，现存40孔、39墩，墩呈船形，间距约11米，墩长9.2米，高6米，宽3.6米。桥梁用长9.5米、宽0.67～0.75米的条石。桥头有一对仿楼阁式的实心石塔，八角七层，高5.05米。

## 图片
- 北岸桥头望南岸
- 北岸桥头望南岸
- 桥中望北岸
- 下游全景
- 桥梁使用条石，墩呈船形